# Odessa oblast
Odessa oblast (ukrainsk: Одеська область, tr. Odeska oblast) er den største af Ukraines 24 oblaster, beliggende i den sydvestlige del af landet. Oblasten grænser i nord og vest op til Rumænien og Moldova og har kyststrækning mod Sortehavet. Slangeøen i Sortehavet hører til oblasten.
Odessa oblast blev grundlagt den 27. februar 1932 og har et areal på 33.310 km². Oblasten har 2.351.392 (2022) indbyggere. Oblastens største by og administrative center er Odessa med 1.014.704 indbyggere. Andre større byer er Izmail (72.509), Tjornomorsk (59.817), Bílhorod-Dnistróvskyj (50.078) og Podilsk (40.700). Fra 2020 er den inddelt i 7 rajoner.